# Theridion lawrencei
Theridion lawrencei är en spindelart som beskrevs av Willis J. Gertsch och Archer 1942. Theridion lawrencei ingår i släktet Theridion och familjen klotspindlar. Inga underarter finns listade i Catalogue of Life.